# Dolores Hart
Dolores Hart O.S.B. (rođena kao Dolores Hicks; Chicago, 20. listopada 1938.) američka je katolička benediktinska redovnica i bivša glumica. Na vrhuncu svoje karijere, napustila je glumu kako bi ušla u samostan benediktinske opatije „Regina Laudis“ u Connecticutu.

## Životopis
Hart je rođena kao Dolores Hicks u Chicagu, 20. listopada 1938. godine. Bila je jedino dijete glumca Berta Hicksa i Harriett Hicks. Njezin je otac pratio filmske ponude te se preselio sa svojom obitelji iz Chicaga u Hollywood. Još kao dijete glumila je s ocem u filmu „Zauvijek Amber“.
Kada je imala tri godine razveli su joj se roditelji te je ona živjela u Chicagu s bakom i djedom, koji su je poslali u katoličku školu „St. Gregory“. Njezin djed projicirao je filmove u kinu te je njegov entuzijazam za filmove utjecao na njezinu odluku da ostvari glumačku karijeru.
Hart je prešla na katoličanstvo kad je imala 10 godina. Do 11. godine živjela je na Beverly Hillsu s majkom. Pohađala je djevojačku katoličku srednju školu „Corvallis“. Nakon srednje škole studirala je na koledžu „Marymount“ blizu Los Angelesa. Koristeći umjetničko ime Dolores Hart, 1956. godine, potpisala je ugovor za sporednu ulogu u filmu „Loving You“ iz 1957. godine. U tome je filmu glumila s Elvisom Presleyjem. Nakon toga je snimila još dva filma prije nego što se ponovno pojavila s Presleyjem u filmu „Kralj Kreol“ (1958.). Hart je debitirala na Broadwayu, osvojivši nagradu „Theatre World Award“ (1959.) te nominaciju za najbolju glumicu za nagradu „Tony“ (1959.) u filmu „The Pleasure of His Company“.
Dolroes je imala glavnu ulogu u filmu „Inspector“ (1962.), koji se temelji na romanu Jana de Hartoga koji je bio nominiran za „Zlatni globus“ za „Najbolji film – drama“.
Godine 1963. Hart se pojavila kao Kathy Maywood u seriji „The Virginianu“ u epizodi „The Mountain of the Sun“. Hart je glumila katoličku misionarku koja, unatoč svim upozorenjima, riskira svoj život kako bi ispoštovala svoje zavjete Bogu i svoju želju da nastavi s radom svog pokojnoga supruga kako bi pomogla zajednici siromašnih i bolesnih zaraćenih indijanskih plemena. Bila je to njezina posljednja glumačka uloga (17. travnja 1963.), mjesec dana nakon posljednje filmske uloge u „Come Fly with Me“ s Hughom O'Brianom. U tom je trenutku odlučila napustiti filmsku industriju.
Tijekom snimanja filma „Come Fly With Me“ postala je bliska prijateljica s Karlom Maldenom, koji je također glumio u filmu. Malden je u svojoj autobiografiji „When Do I Start?“ napisao da kada su on i njegova supruga Mona htjeli izaći, Dolores bi provodila vrijeme čuvajući njihovu djecu. Nakon što se Dolores zaručila zamolila je Maldenove kćeri Milu i Carlu da joj budu djeveruše. Naknadno se Dolores pojavila kod Maldenovih i objavila da otkazuje vjenčanje. Nekoliko dana došla je sa svom svojom imovinom, nakitom i torbicama, i rekla djevojkama da uzmu što žele. Tijekom jedne večere 1963. rekla je svome zaručniku da se pridružuje opatiji koju je nekoliko puta posjetila u pauzama od glumačkih uloga na Broadwayu. Tadašnja 24-godišnja glumica postala je katolička časna sestra u benediktinskoj opatiji „Regina Laudis“ u Betlehemu u Connecticutu. Nakon promocije filma „Come Fly with Me“, u New Yorku (1963.), otišla je u jednom smjeru automobilom do opatije (ali ne u limuzini kako je bilo pogrešno objavljivano).
Iako je prekinula zaruke s losanđeleskim arhitektom Donom Robinsonom (1933. – 2011.), ostali su bliski prijatelji. Don se nikada nije ženio, a posjećivao ju je svake godine za Božić i Uskrs u opatiji u Connecticutu sve do svoje smrti.

### Vjerski život
Dok je Dolores snimala film „Franjo Asiški“ u Rimu, upoznala je papu Ivana XXIII., koji je bio ključan u njezinom pozivu.
Hart je isprva uzela redovničko ime sestra Judith, ali ga je promijenila u sestra Dolores za posljednje zavjete kako bi zadovoljila svoju majku. Posljednje zavjete položila je 1970. godine. Od 2001. do 2015. obnašala je službu priorice samostana.
Hart je bila ključna u razvoju projekta opatije „Regina Laudis“ za širenje povezanosti zajednice kroz umjetnost. Paul Newman i Patricia Neal pomogli su radi kazališta opatije. Njezina vizija bila je razvoj i širenje kazališta na otvorenom i umjetničkog programa opatije za mjesnu zajednicu Betlehem. Svakog ljeta časne sestre iz opatije pomažu zajednici u postavljanju mjuzikla.
Hart je ponovno posjetila Hollywood, 2006. godine, nakon 43 godine provedene u opatiji kako bi podigla svijest o idiopatskoj perifernoj neuropatiji, neurološkom poremećaju koji pogađa nju i brojne Amerikance. U travnju 2006. svjedočila je na kongresnom saslušanju u Washingtonu o potrebi istraživanja te bolne bolesti.
Dokumentarni film o njezinom životu, „Bog je još veći Elvis“, bio je nominiran 2012. za Oscara za najbolji kratkometražni dokumentarni film. Hart je prisustvovala dodjeli Oscara (2012.) pojavivši se na crvenom tepihu prvi put nakon 1959. godine. 
Njezina autobiografija, „Uho srca: Putovanje glumice od Hollywooda do svetih zavjeta“, u koautorstvu s Richardom DeNeutom, objavljena je 7. svibnja 2013. godine.
Članica je Američke akademije filmskih umjetnosti i znanosti te ima pravo na glasanje za dobitnika Oscara.

## Filmografija
| Godina | Naslov                  | Uloga           |
| ------ | ----------------------- | --------------- |
| 1957.  | Loving You              | Susan Jessup    |
| 1957.  | Divlji vjetar           | Angie           |
| 1958.  | Lonelyhearts            | Justy Sargent   |
| 1958.  | Kralj Kreol             | Nellie          |
| 1960.  | The Plunderers          | Ellie Walters   |
| 1960.  | Where the Boys Are      | Merritt Andrews |
| 1961.  | Franjo Asiški           | sv. Klara       |
| 1961.  | Sail a Crooked Ship     | Elinor Harrison |
| 1962.  | The Inspector           | Lisa Held       |
| 1963.  | Come Fly with Me        | Donna Stuart    |
| 2011.  | Bog je još veći Elvis   | ona             |
| 2015.  | Tab Hunter Confidential | ona             |
| 2017.  | The Seven Ages of Elvis | ona             |

| Godina | Serija                    | Epizoda                   | Uloga          |
| ------ | ------------------------- | ------------------------- | -------------- |
| 1957.  | Alfred Hitchcock Presents | „Silent Witness”          | Claudia Powell |
| 1963.  | The Virginian             | „The Mountain of the Sun” | Cathy Maywood  |

### Mrežna sjedišta
- Malden, Karl. 2004. Where Do I Start?: A Memoir. Limelight Editions</ref>

- From the archives: 'The Star Who Said No to Hollywood' [Iz arhive: ‘Zvijezda koja je rekla ne Hollywoodu’] (engleski). CT Insider. Inačica izvorne stranice arhivirana 16. srpnja 2023. Pristupljeno 16. srpnja 2023.
- Dolores Hart (engleski). www.imdb.com. Pristupljeno 16. srpnja 2023.
- Mother Dolores Hart [Majka Dolores Hart] (engleski). Abbey of Regina Laudis. Pristupljeno 16. srpnja 2023.
- Rev. Mother Dolores Hart Returns To Hollywood [Časna majka Dolores Hart se vraća u Hollywood] (engleski). Elvis.com.au. Pristupljeno 16. srpnja 2023.
- Adams, David. 2017. An Interview with Mother Dolores Hart [Intervju s majkom Dolores Hart] (engleski). Elvis.com.au. Pristupljeno 16. srpnja 2023.
- Rizzo, Frank. 2008. Nun using film fame for abbey [Časna sestra koristi filmsku slavu za opatiju] (engleski). The Columbus Dispatch. Pristupljeno 16. srpnja 2023.
- Goddard, Jacqui. 2012. Starlet-turned-nun gets another taste of the Red Carpet treatment [Starleta koja je postala časna sestra dobiva još jedan okus tretmana Crvenog tepiha] (engleski). The Daily Telegraph. Pristupljeno 16. srpnja 2023.
- Pronechen, Joseph. 2013. Mother Dolores Hart: From Movie Star to Heavenly Star [Majka Dolores Hart: Od filmske zvijezde do nebeske zvijezde] (engleski). National Catholic Register. Inačica izvorne stranice arhivirana 20. ožujka 2014. Pristupljeno 16. srpnja 2023.

## Vanjske poveznice
Ostali projekti
|  | Zajednički poslužitelj ima još gradiva o temi Dolores Hart |
|  | Wikicitati imaju zbirke citata o temi Dolores Hart         |